# Per Nilsson (fotbollsspelare)
Per Nilsson, född 15 september 1982 i Härnösand, är en svensk före detta fotbollsspelare som sist spelade i danska FC Köpenhamn.

## Karriär
Per Nilsson började spela fotboll i Stigsjö IK 1988 och lämnade för IFK Timrå 1992. Efter att ha spelat i ungdomslagen gjorde han A-lagsdebut 1998. Inför säsongen 1999 blev han värvad av GIF Sundsvall. Samma år så gick GIF Sundsvall upp till Allsvenskan. Per Nilsson blev då ordinarie och spelade 24 matcher i Allsvenskan. Under 2001 blev det klart att Nilsson efter säsongen skulle flytta till AIK men då AIK hade tappat flera etablerade spelare så kom klubbarna överens om att låta övergången ske redan under sommaren. Per Nilsson gjorde debut för sin nya klubb i en match mot IFK Norrköping och etablerade sig snabbt som ordinarie.
Efter AIK degradering till Superettan 2004 lämnade Per Nilsson klubben för norska Odd Grenland. Där stannade han i 2 år innan han skrev på ett 4-årskontrakt med Hoffenheim. 7 juni 2010 blev det officiellt att Hoffenheim säljer Nilsson till Bundesliga konkurrenten Nürnberg för 5 miljoner kronor. Den 23 maj 2014 blev det klart att Nilsson bytte klubb till danska FC Köpenhamn fr o m sommaren 2014. Den 15 december 2016 meddelade Nilsson officiellt att han avslutar sin spelarkarriär.

### Landslagskarriär
Per Nilsson debuterade i A-landslaget mot Venezuela den 14 januari 2007, och startade 2013 hälften av kvalmatcherna till VM 2014, bl.a i de båda Play-off matcherna mot Portugal. Nilssons 16:e och sista landskamp blev mot Turkiet den 5 mars 2014.

## Familj
Hans bror heter Joakim Nilsson och spelar sedan 2022 i St. Louis City. 